# Klavs Bruun Jørgensen
Klavs Hørlykke Bruun Jørgensen (* 3. April 1974 in Kopenhagen, Dänemark) ist ein dänischer Handballspieler, der zugleich als Handballtrainer tätig ist. Bruun Jørgensen ist mit der Handballspielerin Rikke Hørlykke verheiratet.

## Karriere
Klavs Bruun Jørgensen begann mit dem Handballspiel bei Virum-Sorgenfri HK, wo er bereits seine späteren Weggefährten Ian Marko Fog und Christian Hjermind kennenlernte. Für die Hauptstädter debütierte er auch in der ersten dänischen Liga und gewann 1997 die dänische Meisterschaft. 1998 wechselte der rechte Rückraumspieler zur SG Wallau/Massenheim in die deutsche Handball-Bundesliga, kehrte aber nach nur einem Jahr zurück nach Kopenhagen. 2003 zog er weiter zum Spitzenclub GOG Svendborg TGI. Dort gewann er 2004 und 2007 erneut die dänische Meisterschaft sowie 2005 den dänischen Pokal. 2007 kehrte er ein letztes Mal zurück in seine Heimatstadt Kopenhagen, wo er sich diesmal allerdings dem aufstrebenden FCK Håndbold anschloss. Mit dem FCK gewann er 2008 die dänische Meisterschaft.
Klavs Bruun Jørgensen hat in seiner Laufbahn 185 Länderspiele für die dänische Männer-Handballnationalmannschaft bestritten. Bei den Europameisterschaften 2002 und 2004 gewann er jeweils Bronze. 
Klavs Bruun Jørgensen wechselte im Sommer 2009 zu AG Håndbold. Nach einer Saison beendete Jørgensen dort seine aktive Karriere und übernahm gemeinsam mit Søren Herskind das Traineramt vom dänischen Erstligisten AG København, der 2010 durch die Fusion von AG Håndbold mit dem FCK Håndbold entstand. Unter ihrer Leitung gewann AG København 2011 die Meisterschaft. Ab dem Sommer 2011 bildeten sie gemeinsam mit Magnus Andersson ein Trainertrio. Nachdem Verhandlungen über eine Vertragsverlängerung gescheitert waren, beendete Jørgensen am 4. Oktober 2011 sein Engagement beim Verein. Im Januar 2012 übernahm er bis zum Saisonende das Traineramt von Nordsjælland Håndbold. Anschließend wurde er von Team Tvis Holstebro unter Vertrag genommen. Im April 2015 gab er sein Comeback bei Team Tvis Holstebro, der verletzungsbedingt auf mehrere Rückraumspieler verzichten musste. Nach dem Saisonende 2014/15 verließ er Holstebro.
Am 24. November 2013 gab der Dansk Håndbold Forbund bekannt, dass Klavs Bruun Jørgensen während der Handball-Europameisterschaft 2014 den gesundheitlich verhinderten Co-Trainer der dänischen Nationalmannschaft Henrik Kronborg vertritt. Am 1. Juni 2015 übernahm er das Traineramt der dänischen Frauen-Nationalmannschaft. Ab 2019 trainierte er zusätzlich bei Virum-Sorgenfri HK die U13-Mannschaft. Im Januar 2020 beendete Klavs Bruun Jørgensen seine Tätigkeit als dänischer Nationaltrainer. Zwischen Juli und November 2022 betreute er die Männermannschaft von SønderjyskE Håndbold. Zwischen dem Saisonbeginn 2023/24 und März 2025 trainierte er den dänischen Zweitligisten Team Sydhavsøerne.